# Mr. Mysterious
«Mr. Mysterious»  — третій сингл четвертого студійного альбому австралійської співачки Ванесси Аморозі — «Hazardous». В Австралії пісня вийшла 23 квітня 2010. Вперше Ванесса виконала цю пісню 3 жовтня 2009 на «2009 Perth Telethon».

## Список пісень
Стандартна версія
1. «Mr. Mysterious»
2. «Mr. Mysterious» (Dance Dude Macho Club Mix)

Цифрове завантаження на GetMusic
1. «Mr. Mysterious»
2. «This Is Who I Am» (The Lonewolf version)

Цифрове завантаження на iTunes
1. «Mr. Mysterious» (feat. Seany B) — 3:45
2. «Hazardous» (Kill Bill version)— 5:14

## Музичне відео
Режисер відеокліпу Стюарт Гослінг (англ. Stuart Gosling), зйомки проходили у лютому 2010. Для створення музичного відео використовувалася технологія Motion Cubism FX. Прем'єра відбулась на телешоу «The Today Show» та «Mornings with Kerri-Anne» 26 березня 2010.

## Чарти
На тижні від 22 березня 2010 пісня «Mr. Mysterious» стала найпопулярнішою піснею на радіо Австралії.
| Чарт (2010)              | Місце |
| ------------------------ | ----- |
| Australian Singles Chart | 13    |
| Australian Airplay Chart | 20    |